# داستان یک پلیس
داستان یک پلیس (انگلیسی: Flic Story) فیلمی در ژانر جنایی و درام به کارگردانی ژاک دری است که در سال ۱۹۷۵ منتشر شد.

## بازیگران
- ژان لویی ترنتینیان
- آلن دلون
- رناتو سالواتوری
- کلاودین اوجر
- ماریو داوید
- پل کروچه